# Иванов, Модест Васильевич
Моде́ст Васи́льевич Иванов (30 марта 1875, Гатчина или Санкт-Петербург — 1942, Ленинград) — русский и советский морской офицер, участник русско-японской  и Первой мировой войн, советский военно-морской деятель, контр-адмирал. Герой Труда (1936).

## Биография
Родился в семье учителя истории 2-й петербургской гимназии Василия Ивановича Иванова (ум. 24.12.1896, 86 лет) и его второй жены Александры Афанасьевны, урождённой Матвеевой (1847 — 13.10.1923). В семье существовало предание, что они являются потомками декабриста П. И. Пестеля.
На военно-морской службе Модест Иванов состоял с 1891 года. 15 сентября 1894 года окончил Морской кадетский корпус 36-м по успеваемости. Выпущен мичманом. В 1896—1897 годах был в плавании на крейсере «Генерал-Адмирал». 18 апреля 1899 года был произведён в лейтенанты.
В 1900 году окончил гидрографическое отделение Николаевской морской академии, был зачислен в штурманские офицеры 1-го разряда. С 1901 по 1903 годы служил на различных кораблях эскадры Тихого океана. В 1903—1904 годах служил на портовом судне «Силач», одновременно исполняя должность начальника Дирекции маяков и лоций Жёлтого моря.
Во время русско-японской войны находился в Порт-Артуре, был штурманским офицером мореходной канонерской лодки «Отважный», затем заведовал тральным караваном.
С 4 марта 1906 по 3 сентября 1907 года исправлял должность старшего офицера учебного судна «Рында». С 22 апреля 1907 года получал оклад капитан-лейтенанта по цензу, 11 июня присвоено звание капитан-лейтенанта.
В том же году был привлечён к суду за избиение подполковника Вершинина.
С 24 августа 1907 года по 1908 год командовал эскадренным миноносцем «Сторожевой». С 28 июля 1909 по 1911 год был начальником партии траления мин заграждения Балтийского моря. 6 декабря 1909 года был произведён в капитаны 2-го ранга. С 19 декабря 1911 по 1915 год командовал учебным судном «Рында» и одновременно с 30 августа 1913 года заведовал 1-м отделом машинной школы Балтийского флота.
С 29 сентября 1915 по 1917 год командовал крейсером «Диана». 6 декабря 1915 года присвоено звание капитана 1-го ранга «за отличие» (старшинство с 19 июня 1915 года).
Во время революции 1917 года активно сотрудничал с Центробалтом. В июле 1917 г. Модест Иванов матросами был избран командиром 2-й бригады крейсеров Балтийского флота.
С 4 по 9 ноября 1917 года занимал должность товарища (заместителя) морского министра с исполнением обязанностей председателя Верховной морской коллегии.
Был назначен большевиками морским министром, однако большинством офицеров флота это назначение не признавалось.
21 ноября 1917 года на 1-м Всероссийском съезде матросов ВМФ РСФСР, в работе которого принимал участие сам В. И. Ленин, М. В. Иванов был произведён в контр-адмиралы, став, таким образом, первым советским адмиралом.
После Революции служил в РККФ. Был начальником морской инспекции ВЧК, Пограничной флотилии ОГПУ (1924).
После 1925 года работал в торговом флоте, капитан дальнего плавания. Капитан пароходов «Михаил Томский» (1925-1927), «Каменец-Подольск» (1927–1928; 1936-1937), «Красногвардеец» (1933), «Комилес» (1935-1936), «Ворошилов» (1936), «Анатолий Серов» (1938-1939), танкера-теплохода «Советская нефть» (1929), теплохода-лесовоза «Севзаплес» (1937).
Умер в блокадном Ленинграде в 1942 году, похоронен в братской могиле на Пискарёвском кладбище.

## Семья
Отец — Василий Иванович Иванов. Родился в 1814 в Санкт-Петербурге, воспитан в приюте (Erziehungshaus), с 4 января 1834 по 18 июля 1839 изучал филологию в университете Тарту. Первым браком — с 17 января 1840 года, дерптская Успенская церковь, — был женат на Эмилии Евстафьевне Кизерицкой.
Мать — Александра Афанасьевна Матвеева.
Брат — Евгений Васильевич (18.10.1868 — после 1912). В Пограничной страже с 4 мая 1895 г. Службу проходил в Санкт-Петербургской императора Александра III бригаде. Штабс-ротмистр (24 марта 1896), ротмистр (9 апреля 1900), подполковник (5 ноября 1912). С 4 декабря 1912 г. — командир 1-го отдела Закаспийской бригады. Был женат на Ольге Филипповне Бычковской, дочери умершего учителя рижской духовной семинарии Филиппа Фёдоровича Бычковского и Ирины Ивановны Чиновой.
Сестра — Зинаида Васильевна. Родилась 22 декабря 1870 года (крещена в Андреевском соборе, СПб), умерла 29 октября 1920 года.
Жена — Софья Александровна (род. 7 сентября 1877), дочь полковника Александра Матвеевича Андреева и Надежды Ивановны, урождённой Судаковой. Брак — 25 октября 1898 года (Адмиралтейский собор, СПб).
Сын — Георгий (26.11.1902 —.02.1941). Крещён 29 декабря 1902 в Церкви Св. мученицы царицы Александры, что при доме призрения императрицы Александры Фёдоровны. Восприемница при его крещении — Анна Захаровна Тютрюмова-Лишина-Кологривова. Место захоронения: Богословское кладбище (Блокада, т. 11).

## Награды
- Награждён Золотой саблей с надписью «За храбрость» (02.04.1907),
- Орден Св. Владимира 4-й степени с мечами и бантом (02.04.1907),
- Орден Св. Станислава 2-й степени с мечами (22.12.1908).
- Герой Труда (1936).

## Примечание
1. ↑  Арест управляющего морским министерством. Дата обращения: 24 сентября 2015. Архивировано 7 марта 2016 года.